# Hain-Gilbweiderich
Der Hain-Gilbweiderich (Lysimachia nemorum) ist eine Pflanzenart aus der Gattung Gilbweiderich (Lysimachia) in der Unterfamilie der Myrsinengewächse (Myrsinoideae) innerhalb der Familie Primelgewächse (Primulaceae). Sie kommt in Europa in sommergrünen Laubwäldern vor und ähnelt auf den ersten Blick dem häufigeren Pfennigkraut.

## Beschreibung

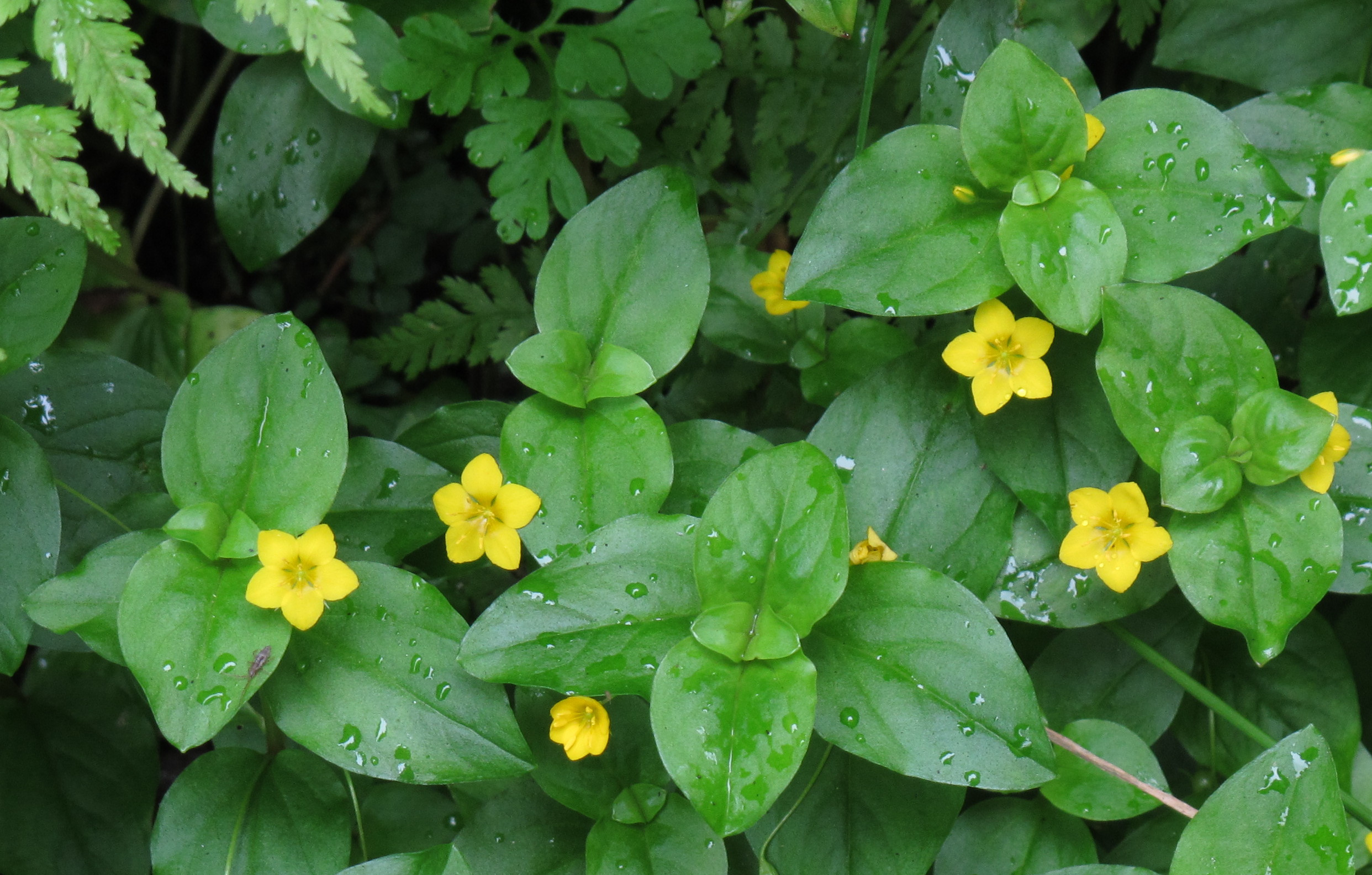
Habitus, Laubblätter und Blüten

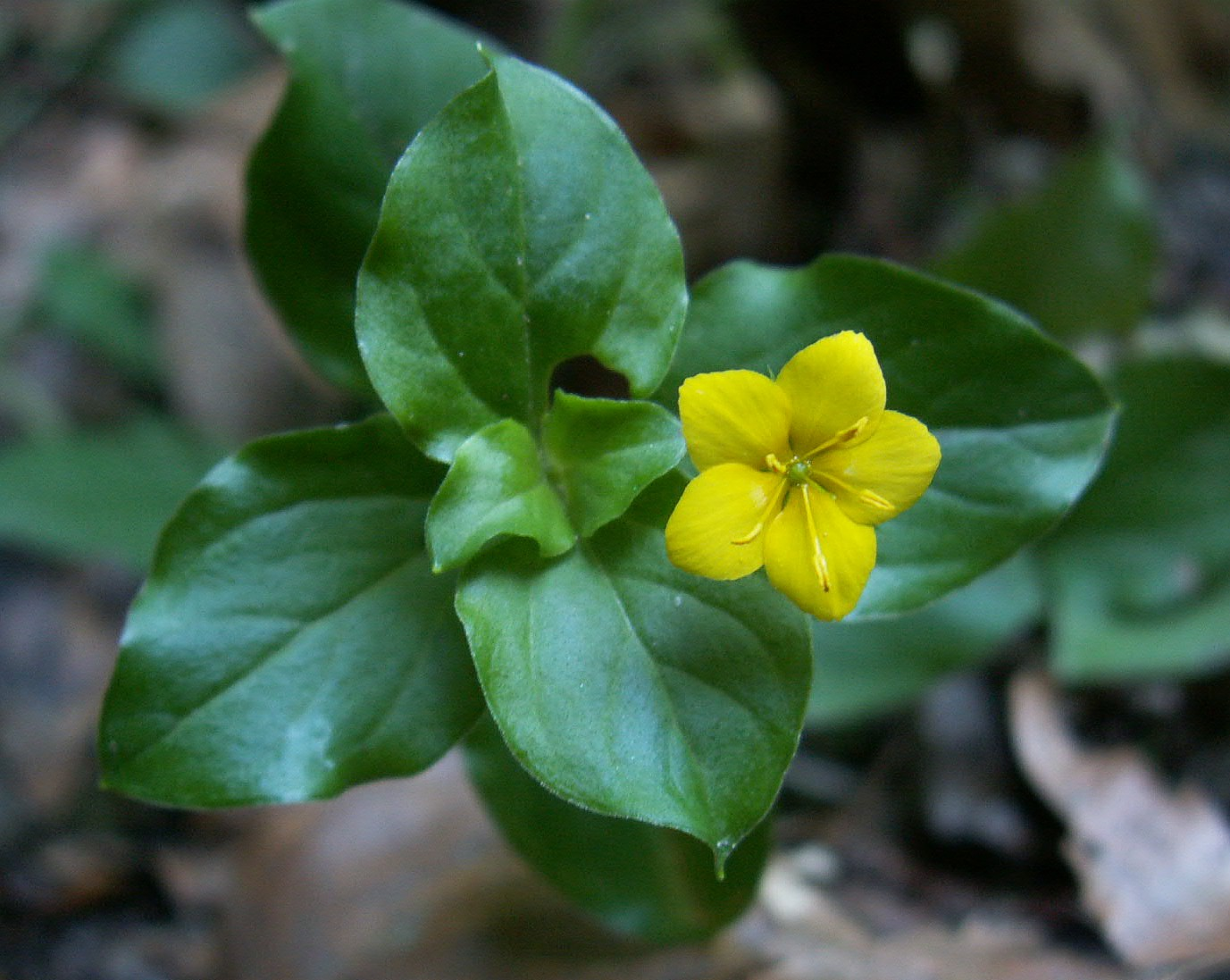
Laubblätter und Blüte

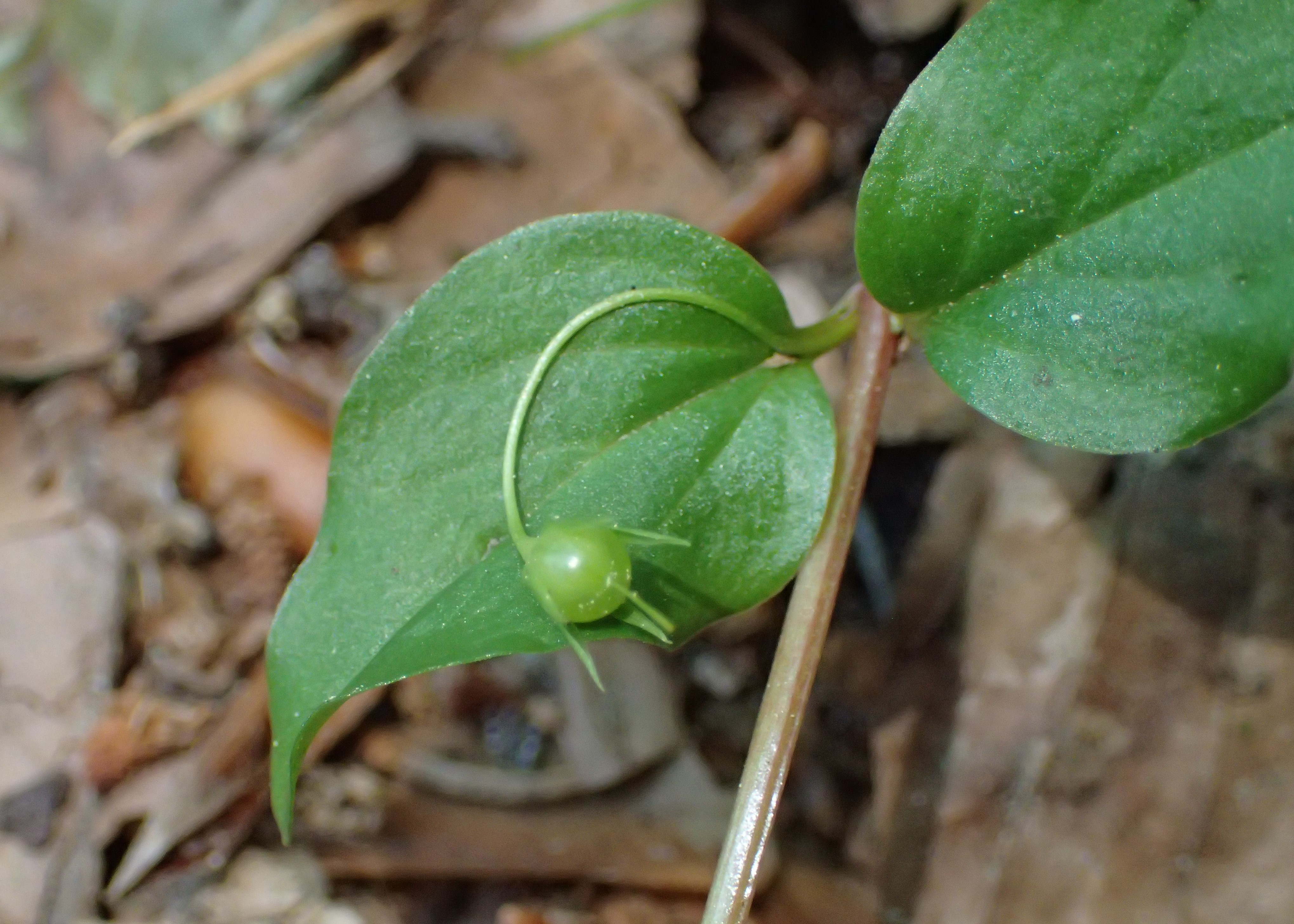
Stängel, gegenständige Laubblätter und gestielte Frucht

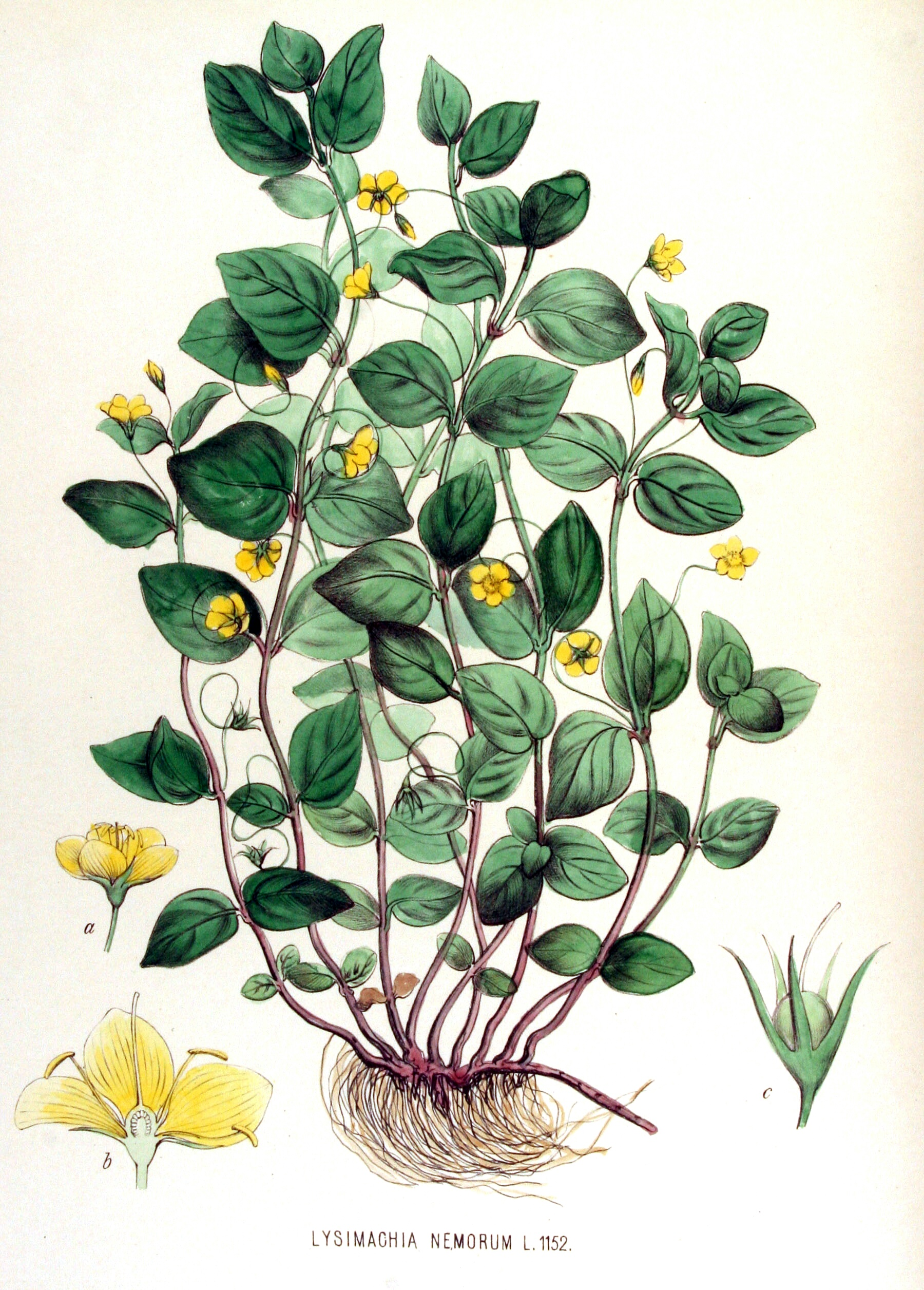
Illustration aus Flora Batava, Volume 15

### Vegetative Merkmale
Beim Hain-Gilbweiderich handelt es sich um eine überwinternd grüne, ausdauernde krautige Pflanze. Die kriechenden bis aufsteigenden Stängel erreichen Längen von 10 bis 30 Zentimetern. Sie können sich bewurzeln, tun dies in der Regel aber nur im unteren Teil. Alle Pflanzenteile sind kahl oder sehr spärlich behaart.
Die gegenständig am Stängel angeordnet Laubblätter sind in Blattstiel und -spreite gegliedert. Der Blattstiel ist nur kurz. Die einfache Blattspreite ist bei einer Länge von 2 bis 3 Zentimetern eiförmig, ganzrandig und durchscheinend punktiert. Im Gegensatz zum Pfennigkraut sind sie am oberen Ende dreieckig bespitzt bis kurz stachelspitzig.

### Generative Merkmale
Die Blüten stehen einzeln auf relativ langen Blütenstielen in den Blattachseln. Die Blütenstiele sind bis 3,5 Zentimeter lang; sie sind zur Fruchtzeit zurückgekrümmt.
Die zwittrige Blüte ist radiärsymmetrisch und fünfzählig mit doppelter Blütenhülle. Die fünf Kelchblattzipfel sind linealisch bis pfriemlich; der Kelch ist 4 Millimeter lang. Die fünf gelben Kronblätter sind nur an ihrer Basis verwachsen und meist mehr oder weniger radförmig ausgebreitet. Mit 5 bis 8 Millimetern Länge sind die Kronblätter deutlich kleiner als bei den anderen europäischen Gilbweiderich-Arten. Die Kronblätter sind rundlich-eiförmig, stumpf, schwach gezähnt oder ganzrandig. Die Staubblätter sind kürzer als die Krone. Die Staubfäden sind kahl und am Grund frei. Der Griffel ist so lang wie die Staubblätter. Die Kapselfrucht ist bei einer Länge von 3 bis 4 Millimetern kugelig. Die Samen sind tetraedrisch, 1,2 bis 1,5 Millimeter lang und grobwarzig.
Die Chromosomenzahl beträgt 2n = 16, 18 oder 28.

## Ökologie und Phänologie
Die Blütezeit erstreckt sich von Mai bis Juli. Die vegetative Vermehrung erfolgt durch Ausläufer. Die Blüten schließen sich bei trübem Wetter.
Der Fruchtansatz ist gut; im Gegensatz zum Pfennigkraut pflanzt der Hain-Gilbweiderich auch in Mitteleuropa durch Samen fort. Die 1,5 Millimeter langen Samen breiten sich als Regenschwemmlinge aus. Die Fruchtreife erstreckt sich von September/Oktober bis Dezember.

## Vorkommen
Der Hain-Gilbweiderich kommt im gemäßigten Europa und in Südeuropa vor. In den Gebirgen ist er recht häufig, besonders im subalpinen Bereich. Ansonsten ist er an lichten Standorten von feuchten Laubmisch- oder Laubwäldern, an Waldrändern weit verbreitet, kommt allerdings nicht häufig vor.
Der Hain-Gilbweiderich gedeiht am besten auf feuchten oder wenigstens frischen, nährstoffreichen, oft kalkarmen, humosen, lockeren, steinigen Lehmböden an Standorten mit hoher Luftfeuchtigkeit. An seinen Standorten bildet er oft wenig auffallende, lockere Bestände. Er besiedelt Berg- und Schluchtwälder, Auenwälder, im Gebirge auch Grünerlen-Gebüsch. Er ist in Mitteleuropa eine schwache Charakterart des Carici-remotae-Fraxinetum, kommt aber auch in feuchten Fagion- oder Adenostylion-Gesellschaften, in Pflanzengesellschaften des Verbands Cardamino-Montion oder auch im Epilobio-Geranietum robertiani des Verbands Alliarion vor.
Er fehlt im Tiefland und in den Mittelgebirgen mit kalkhaltigem Gestein in größeren und in solchen mit Sandstein in kleineren Gebieten; wegen mangelnder Toleranz gegen Lufttrockenheit fehlt er auch in den mitteleuropäischen Trockengebieten. Im Gebirge steigt er bis zur Waldgrenze auf. In den Allgäuer Alpen steigt er am Wertacher Hörnle in Bayern bis zu einer Höhenlage von 1650 Metern auf. In Graubünden steigt er bis 1720 Meter auf.
Die ökologischen Zeigerwerte nach Landolt et al. 2010 sind in der Schweiz: Feuchtezahl F = 3+w+ (feucht aber stark wechselnd), Lichtzahl L = 2 (schattig), Reaktionszahl R = 2 (sauer), Temperaturzahl T = 3 (montan), Nährstoffzahl N = 3 (mäßig nährstoffarm bis mäßig nährstoffreich), Kontinentalitätszahl K = 2 (subozeanisch).